# Amhara (szövetségi állam)
Amhara egyike Etiópia 9 szövetségi tartományának, az amhara népesség lakóhelye. Fővárosa Bahir Dar.

## Elhelyezkedése
A szövetségi állam Etiópia északnyugati részén található. Nyugaton Szudán, északon Tigrinya, keleten Afar szövetségi államok határolják. Délről Oromia, délnyugatról pedig Benishangul-Gumuz szövetségi államokkal határos.

## Története
A szövetségi állam 1995-ben jött létre a korábbi Begender, Gojjam és Wollo tartományokból.

## Népesség
Amhara szövetségi állam népessége a 2007-es népszámlálási adatok alapján 17 214 056 fő, ebből 8 636 875 férfi (50,2%) és 8 577 181 nő (49,8%). Az 1994-es népszámlálás idején 13 834 297 fő élt itt, tehát 13 év alatt évi átlagban 1,7%-kal növekedett a népesség. A lakosság 12,3%-a, 2 112 220 fő városlakó, ami elmarad az országos átlagtól, a népsűrűség viszont (108,1 fő/km² jelentősen meghaladja azt.
A legnagyobb etnikai csoport a névadó amharáké (91,5%, további jelentősebb népcsoportok az agaw-awi (3,5%), oromo (2,6%) és az agaw-kamyr (1,4%). A népesség 82,5%-a az Etióp Ortodox Egyház, 17,2%-a az iszlám követője.

## Közigazgatás
Amhara szövetségi állam 10 zónából, egy különleges zónából és egy különleges kerületből áll. Ezek összesen 138 körzetet alkotnak (zárójelben a kerületek száma 2007-ben).
- Awi (7)
- Debub (Dél) Gondar (11)
- Debub (Dél) Wollo (20)
- Mirab (Nyugat) Gojjam (14)
- Misraq (Kelet) Gojjam (17)
- Oromia (6)
- Semien (Észak) Gondar (21)
- Semien (Észak) Shewa (23)
- Semien (Észak) Wollo (11)
- Waghemira (6)
- Bahir Dar különleges zóna
- Argobba különleges kerület

## Fordítás
Ez a szócikk részben vagy egészben  az   Amhara Region című angol Wikipédia-szócikk ezen változatának fordításán alapul.  Az eredeti cikk szerkesztőit annak laptörténete sorolja fel. Ez a jelzés csupán a megfogalmazás eredetét és a szerzői jogokat jelzi, nem szolgál a cikkben szereplő információk forrásmegjelöléseként.